# Cultura de Kura-Araxes

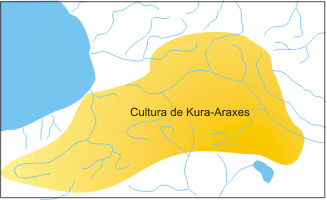
Mapa de l'àmbit cultural Kura-Araxes

La cultura de Kura-Araxes és el tipus cultural del Neolític que es va desenvolupar a bona part de Transcaucàsia entre el 3600 i el 2000 aC, que tradicionalment s'ha considerat com la data del seu final; en alguns llocs podria haver desaparegut ja el 2600 o el 2700 aC. És considerada de transició entre la primera edat del bronze (representada per cultures de pobles seminòmades que vivien en poblets als altiplans d'Anatòlia, i que van produir el primer bronze de la regió) i el bronze mitjà.
S'inicia a l'últim període Calcolític (3600-3100 aC) i una de les seves característiques fou la ceràmica fosca. L'evidència més antiga d'aquesta cultura es troba a la plana de l'Ararat; es va estendre pel nord del Caucas cap al 3000 aC.
En conjunt, la cultura transcaucàsica primerenca, i la seva gran difusió, va incloure una vasta àrea d'aproximadament 1.000 per 500 km.
Va originar la cultura de Trialètia cap al 2200 aC.
El nom de la cultura es deriva del de les valls dels rius Kura i Araxes. El seu territori correspon a parts de la moderna Armènia, Geòrgia, Azerbaidjan i el Caucas.